# Музыкальное училище
Музыка́льное учи́лище — музыкальное среднее специальное учебное заведение.
Готовит профессиональных музыкантов-исполнителей и педагогов. Срок обучения – 4 года на базе 9 классов. Некоторые училища служат промежуточным звеном между районной детской музыкальной школой и консерваторией. Широкая сеть училищ предусмотрена только в системе музыкального образования России и постсоветских стран. 

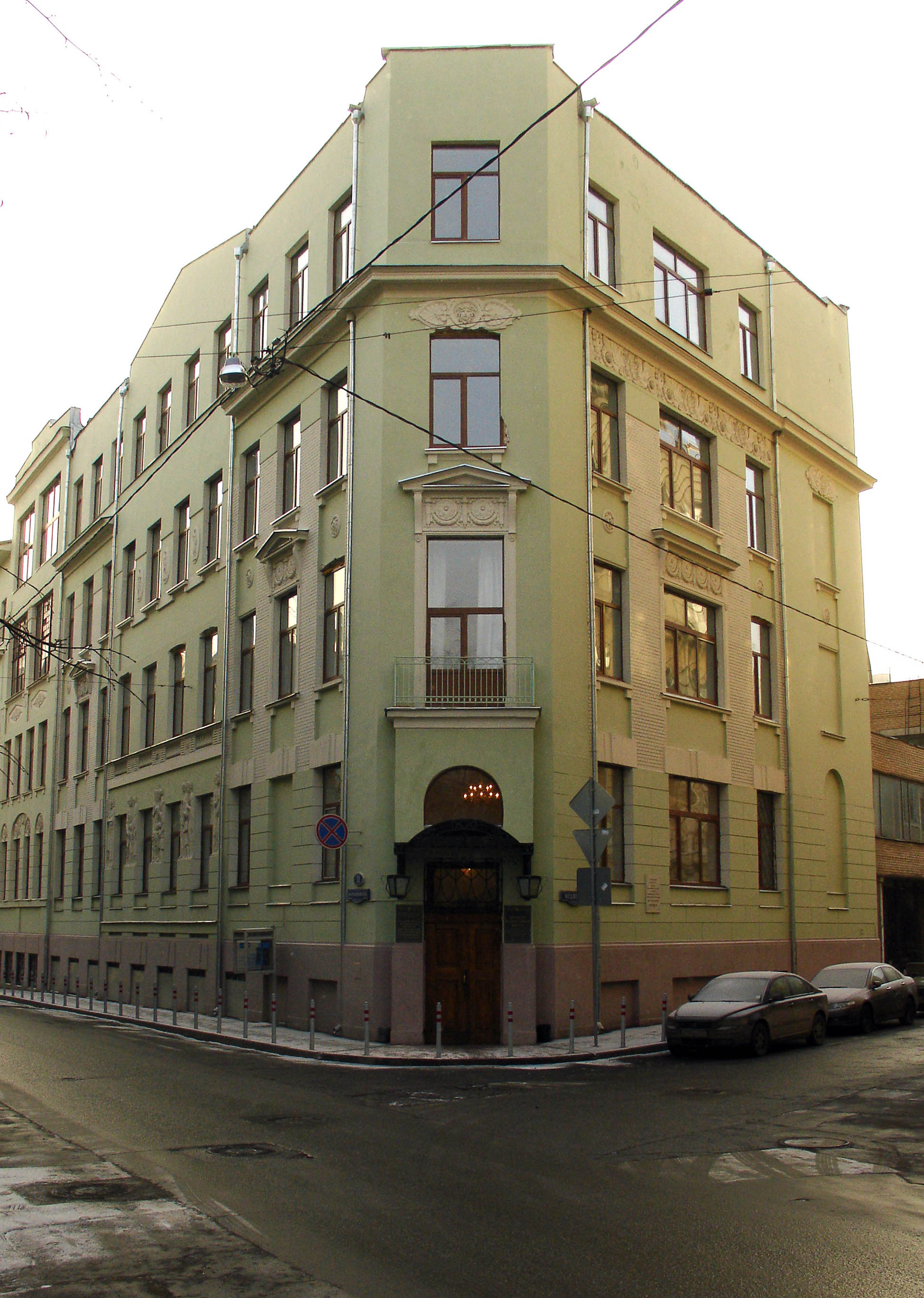
Музыкальное училище при Московской консерватории

## Разновидности музыкальных училищ в РФ
Существует два типа училищ, их различие не имеет чёткой границы. Одни, обычно называемые музыкально-педагогическими, нацелены на выпуск учителей пения для средних школ и аккомпаниаторов для детских дошкольных учреждений; официально, квалификация называется «Учитель музыки, музыкальный руководитель» (см. сайт такого училища). Другие готовят учеников к последующему поступлению в музыкальные вузы.
В Российской Федерации действует единственное специализированное музыкальное училище — Московское военно-музыкальное училище, входящее в систему довузовского образования Минобороны России.
Музыкальные средние специальные заведения могут носить названия «музыкальный техникум», «училище искусств» или «колледж». Переименование в колледжи было характерно для середины 1990-х гг. и коснулось, в основном, специализированных училищ, готовящих в консерваторию, примеры — училище (колледж) им. Мусоргского в Санкт-Петербурге, училище (колледж) при Московской консерватории (см. фото).

## Порядок поступления и обучения
Стандартный вариант в РФ предполагает поступление учащегося в музыкальное училище по окончании 9 (ранее 8) класса общеобразовательной школы и одновременного окончания районной детской музыкальной школы (ДМШ). Вступительные экзамены проводятся по музыкальным (игра на инструменте, сольфеджио) и общим предметам. На ряд специализаций (контрабас, некоторые ударные, дирижирование) возможен и приём «с нуля». Срок обучения в училище – 4 года, занятия чаще всего бесплатные. Учащиеся получают полное среднее образование и музыкальную – а также, при соответствующем профиле училища, педагогическую – подготовку. Училища при консерваториях часто курируются профессорами консерватории ради отбора потенциальных кандидатов.

## В консерваторию – через или минуя училище
Поступить в консерваторию, имея за плечами только окончание ДМШ, невозможно. Поэтому обучение в училище является обязательным этапом для будущего музыканта, предусмотренным введённой в XX в. советской системой ШУВ (школа – училище – вуз).
Однако, исполнительскую подготовку на уровне выпускника училища обеспечивают своим воспитанникам одиннадцатилетние средние специальные школы (ССМШ) при консерваториях. Туда принимают талантливых детей с 6-7 лет, то есть поступить в консерваторию можно даже быстрее, чем пройдя путь «ДМШ плюс училище». Некая опасность ССМШ состоит в том, что на общеобразовательные предметы в таких школах у учащихся не всегда хватает времени – и при отказе от музыки как профессии подростку сложно переключиться на другую сферу (см. мнения о ситуации в московской ССМШ (ЦМШ)).

## Ситуация за рубежом
Сложившаяся во времена СССР система ШУВ нехарактерна для зарубежных стран. Нотную грамотность и минимальные навыки игры на инструментах дети там часто приобретают в своих общеобразовательных школах. Дополнительно ребёнок может брать уроки или обучаться в музыкальной школе/студии – обычно частной, открытой конкретным музыкантом-педагогом. Для обнаруживших способности во многих странах есть вариант перехода в спецшколу или гимназию по типу ССМШ (в более юном возрасте, чем поступают в училища в России). К таким учреждениям, готовящим к музыкальному вузу, относятся Гимназия замка Бельведер и ССМШ при Берлинской высшей школе музыки в Германии, школы при некоторых консерваториях в Китае и др. Возможны и иные пути музыкального становления. В результате, «училища» или «колледжи» (в российской трактовке слова) в структуре иностранного музыкального образования как отдельное звено отсутствуют.
Вместе с тем, за границей, особенно в США, имеется немало заведений, именуемых музыкальными колледжами (пример – Музыкальный колледж Беркли). Американский колледж не есть аналог российского колледжа, хотя обучение тоже длится четыре года, – это вуз, окончание которого предусматривает получение степени бакалавра (применительно к музыке, англ. Bachelor of Music, реже англ. Bachelor of Art).